# Ла-Ландек
Ла-Ланде́к (фр. La Landec, брет. Lannandeg, галло Lalandéc) — коммуна во Франции, находится в регионе Бретань. Департамент — Кот-д’Армор. Входит в состав кантона Планкоэт. Округ коммуны — Динан.
Код INSEE коммуны — 22097.

## География
Коммуна расположена приблизительно в 340 км к западу от Парижа, в 55 км северо-западнее Ренна, в 45 км к востоку от Сен-Бриё.

## Население
Население коммуны на 2016 год составляло 736 человек.
| 1962 | 1968 | 1975 | 1982 | 1990 | 1999 | 2008 | 2016 |
| ---- | ---- | ---- | ---- | ---- | ---- | ---- | ---- |
| 320  | 396  | 369  | 447  | 472  | 460  | 689  | 736  |

## Экономика

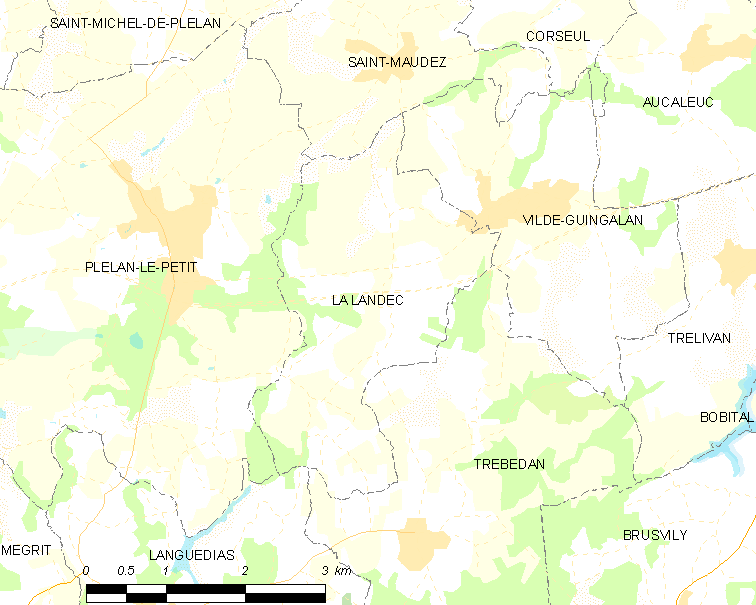
Карта коммуны

В 2007 году среди 431 человека в трудоспособном возрасте (15—64 лет) 349 были экономически активными, 82 — неактивными (показатель активности — 81,0 %, в 1999 году было 71,0 %). Из 349 активных работали 330 человек (184 мужчины и 146 женщин), безработных было 19 (7 мужчин и 12 женщин). Среди 82 неактивных 25 человек были учениками или студентами, 38 — пенсионерами, 19 были неактивными по другим причинам.